# ممریستور

تقارن مفهومی مقاومت، خازن، سلف و ممریستور

یکی از اولین نمونه‌های Memristor که در آزمایشگاه‌های شرکت HP ساخته شده‌است.

ممریستور (به انگلیسی: Memristor) یا مقاومت حافظه‌دار از المان‌های دو پایانه‌ای مدارها هستند. ممریستور در ابعاد و مقیاس نانو ساخته شده و مقاومت آن به دامنه ، پلاریته و مدت زمان ولتاژ اعمال شده به آن بستگی دارد . منحنی هیسترتیک جریان – ولتاژ در ممریستور باعث می‌شود تا این عنصر بتواند به عنوان یک حافظه مقاومتی غیر فرار عمل کرده و اطلاعات را تا زمانی که ولتاژی با مقدار و پلاریته متفاوتی به آن اعمال شود حتی تا یک سال بعد به یاد آورد .
حافظه RAM به صورت ذاتی پس از قطعی جریان، به‌طور کامل پاک می‌شود. با این حال در سال ۱۹۷۱ ایده حفظ حافظه به صورت تئوری مطرح شد و این پدیده در سال ۲۰۰۸ به عمل انجامید.
ممریستور یا مموری رزیستور یک عضو الکتریکی دارای ۲ ترمینال است که در آن یک ارتباط کاربردی بین بار الکتریک و شار مغناطیسی برقرار است. وقتی جریان از یک جهت وارد همین وسیله شود مقاومت الکتریکی افزایش می‌یابد و وقتی جریان از جهت مخالف آن وارد شود مقاومت کاهش می‌یابد. اما زمانی‌که جریان متوقف شد این جزء مدار آخرین مقاومتی را که داشته‌است حفظ می‌کند و وقتی دوباره جریان بار شروع می‌شود، مقاومت مدار به میزان آخرین زمان فعالیت خواهد بود.
این وسیله یک عملگر مقاومتی با مقاومت تقریباً خطی است تا زمانی که نمودار جریان بر حسب زمان در یک محدوده خاص باقی بماند.
ممریزستور از لحاظ نظری توسط چوا در یک مقاله که در سال ۱۹۷۱ منتشر شد فرمول بندی و نامگذاری شد. در سال ۲۰۰۸ یک گروه در آزمایشگاه HP تولید یک ممریستور متغیر بر پایه لایه‌های نازک را رسماً اعلام کردند. این یعنی ممریستور برای به‌کارگیری در حافظه‌های نانو الکتریک و ساختارهای نورومورفیک کامپیوتر استفاده شود.
در مقاله ۱۹۷۱ شن چوا یک مفهوم بین مقاومت و القاگر - خازن را دریافت و ایده ساده و اساسی، مشابه ابزاری مانند ممریستور را از آن الهام گرفت. هرچند رابطه بین ولتاژ و جریان در ممریستور مانند واریستور خطی نیست، اما دانشمندان دیگر هم قبل از او روابط غیر خطی برای شار بار الکتریکی بیان کردند ولی نظریه چوا فراگیرتر بود.
مقاومت ممریستور به قسمت صحیح ورودی که به ترمینال آن داده می‌شود، وابسته است (برخلاف واریستور که به مقدار لحظه‌ای ورودی بستگی دارد). این جز مدار میزان جریانی که از آن گذاشته است را به باد می‌آورد، توسط چوا به عنوان ممریستور ناگذاری شد. به عبارت دیگر ممریستور عضوی خنثی از مدار و دارای دو ترمینال است که بتواند رابطه تابعی از جریان بر حسب زمان و ولتاژ بر حسب زمان را حفظ کند. نمودار این تابع ممریستنس نامیده می‌شود؛ و مشابه مقاومت متغیر است. باتری‌ها نیز ممریستنس دارند ولی عضو خنثی نیستند. تعریف ممریستور به‌طور خاص بر پایه متغیرهای اصلی مدار یعنی جریان و ولتاژ و رابطه آن‌ها با زمان است. درست مانند مقاومت، خازن و القاگر.
برخلاف این سه جزء مدار (مقاومت، القاگر و خازن) که می‌توانند مقادیر ثابت نسبت به زمان داشته باشند رابطه ممریستور غیر خطی بوده و می‌تواند به صورت تابعی از متغیر مدار یعنی جریان بار خالص بیان شود. چیزی به عنوان ممریستور استاندارد وجود ندارد. در عوض هر وسیله‌ای که نقش تابعی بازی می‌کند که ولتاژ بر حسب جریان یا بر عکسی را بیان می‌نماید. گونه‌ای از ممریستور مقاومت ساده است. مانند سایر اجزای دوسره مدار (خازن و مقاومت و القاگر) ممریستور ایده‌آل وجود ندارد. بلکه در حد کمی خاصیت مقاومتی، خازنی و القاگری دارد.

## نحوه عملکرد
Memristor، مخفف واژه Memory Resistor به معنای مقاومت حافظه‌دار است. از لحاظ سخت‌افزاری، یک ابزار میکروسکوپیک است که می‌تواند شرایط الکتریکی ماقبل خود را حفظ کند و با این ترفند می‌توان، حافظه موقتی را حتی پس از قطع جریان برق، حفظ کرد.
اگر مقاومت را همچون لوله آب، و آب را بار الکتریکی در نظر بگیریم. میزان مقاومت با قطر لوله نسبت عکس خواهد داشت. تاکنون مقاومت‌ها، قطر لوله ثابتی داشته‌اند اما ممریستور مانند لوله‌ای است که قطرش با میزان و جهت جریان تغییر می‌کند اگر جریان در جهت موافق باشد قطر لوله بیشتر و اگر در جهت مخالف باشد قطر لوله کمتر می‌شود همچنین اگر جریان قطع شود، قطر لوله تا برقراری مجدد جریان ثابت می‌ماند.
این ویژگی‌های منحصر به فرد سبب شده، ساخت ممریستور نوید تحولی بزرگتر از تحول اختراع ترانزیستور در قرن بیستم بدهد.

نمایش مداری Memristor

{\displaystyle M(q)={\frac {\mathrm {d} \Phi _{m}}{\mathrm {d} q}}}
{\displaystyle M(q(t))={\frac {\mathrm {d} \Phi _{m}/\mathrm {d} t}{\mathrm {d} q/\mathrm {d} t}}={\frac {V(t)}{I(t)}}}
{\displaystyle V(t)=\ M(q(t))I(t)}
{\displaystyle P(t)=\ I(t)V(t)=\ I^{2}(t)M(q(t))}

### جریان مغناطیسی در یک المان پسیو
{\displaystyle {\mathcal {E}}=-\mathrm {d} \Phi _{\mathrm {m} }/\mathrm {d} t}
{\displaystyle V=\mathrm {d} \Phi _{\mathrm {m} }/\mathrm {d} t\,}
{\displaystyle \Phi _{\mathrm {m} }=\int V\mathrm {d} t}

### کاربرد به عنوان کلید
{\displaystyle E_{\mathrm {switch} }=\ V^{2}\int _{T_{\mathrm {off} }}^{T_{\mathrm {on} }}{\frac {\mathrm {d} t}{M(q(t))}}=\ V^{2}\int _{Q_{\mathrm {off} }}^{Q_{\mathrm {on} }}{\frac {\mathrm {d} q}{I(q)M(q)}}=\ V^{2}\int _{Q_{\mathrm {off} }}^{Q_{\mathrm {on} }}{\frac {\mathrm {d} q}{V(q)}}=\ V\Delta Q}

## انواع ممریستور

### ممریستورهای تیتانیوم دی‌اکسید

#### ممریستور اسپینترونیک
یین چن (Xin Chen) و زیوبین وانگ، دو محقق در فناوری تولید هارد دیسک در شرکت سیگیت (Seagate Technology)، در بلومینگتون، مینه سوتا در ماه مارس ۲۰۰۹، سه نمونه احتمالی از ممریستورهای مغناطیسی را تشریح نمودند. در یکی ازسه نمونه مقاومت ایجاد شده با چرخش الکترون ها در یک بخش از اشاره گر دستگاه در یک جهت متفاوت نسبت به بخش‌های دیگر "دیوارمیدانی"  مرزی را بین دو وضعیت ایجاد می‌کند. الکترون‌های در حال حرکت به سمت دستگاه دارای اسپین خاصی هستند که باعث ایجاد تغییر در حالت مغناطیسی دستگاه می‌شود. تغییر مغناطیسی، به نوبه خود باعث حرکت دیوار میدانی و تغییر مقاومت دستگاه می‌شود.
این کار مورد توجه فراوان مطبوعات الکترونیک قرار گرفته‌است که از جمله آن‌ها می‌توان به مصاحبه در رابطه با طیف IEEE اشاره کرد.

#### مقاومت مغناطیسی انتقال گشتاور چرخشی
MRAM انتقال گشتاور اسپینی، ابزار شناخته شده‌ای است که رفتار ممریستیو را نشان می‌دهد. مقاومت به جهت چرخش نسبی بین دو طرف محل اتصال تونل مغناطیسی بستگی دارد. این به نوبه خود می‌تواند به وسیله گشتاور چرخشی القا شده توسط جریان بواسطه اتصال کنترل شود. با این حال، طول زمان جریان از طریق اتصال مقدار مورد جریان مورد نیاز را تعیین می‌کند، به‌طور مثال بار الکتریکی شارژ شده از این طریق متغیر اصلی محسوب می‌شود.
علاوه بر این، همان‌طور که توسط Krzysteczko و همکاران گزارش شده، اتصالات تونل مغناطیسی بر مبنایMgO رفتار ممریستیو بر اساس راندگی جای خالی اکسیژن در داخل لایه MgO عایق (تعویض مقاومتی) را نشان می‌دهد؛ بنابراین، ترکیب گشتاور چرخشی و تعویض مقاومتی به‌طور طبیعی منجر به ایجاد یک سیستم ممرستیو مرتبه دوم با W = (WI, W2) می‌شود که در آن WI بیان‌کننده وضعیت مغناطیسی اتصال تونل مغناطیسی و W2 نشان دهنده حالت مقاومتی مانع MgO است. توجه داشته باشید که در این مورد در تغییر WI، جریان کنترل شده‌است (گشتاور چرخشی به علت چگالی بالای جریان است) در حالی که در تغییر W2 ولتاژ کنترل شده‌است. (راندگی جای خالی اکسیژن به دلیل میدان‌های الکتریکی بالاست).

#### سیستم‌های ممریستیو چرخشی
مکانیزم اساساً متفاوت برای رفتار ممرستیو توسط یوری وی پرشین و ماسیمیلیانو دی ونترا در مقاله‌ای تحت عنوان "سیستم‌های ممرستیو چرخشی" ارائه شده‌است. نویسندگان نشان می‌دهد که انواع خاصی از سازه‌های اسپینترونیک نیمه هادی متعلق به طبقه گسترده‌ای از سیستم ممرستیو است که توسط چاو و کانگ تعریف شده‌است. مکانیزم رفتار ممرستیو درچنین ساختاری کاملاً بر اساس درجه چرخش الکترون آزادی است که کنترل راحت‌تر حمل و نقل یونی در نانوساختارها را امکان‌پذیر می‌کند. هنگامی که پارامتر کنترل خارجی (مانند ولتاژ) تغییر می‌کند، تنظیم قطبش اسپینی الکترون به خاطر فرایندهای انتشار و رلاکسیون ایجاد شده از سوی پسماند دچار تعویق می‌شود. این نتیجه در پژوهش استخراج چرخشی در رابط نیمه هادی / فرومغناطیس، پیش‌بینی شده اما در شرایط رفتار ممریستیو تشریح نشده‌است. در یک مقیاس زمانی کوتاه، این سازه‌ها تقریباً به عنوان یک ممریستور ایده‌آل رفتار می‌کنند. این نتیجه باعث گسترش طیف وسیعی از برنامه‌های کاربردی اسپینترونیک‌های نیمه هادی و همچنین گسترش استفاده از سیستم‌های ممریستیو می‌شود.

#### سیستم ممریستیو مغناطیسی
اگر چه استفاده از کلمه "ممریستور" تشریح نشده‌است، اما مطالعه‌ای بر روی لایه‌های اکسیدی دو لایه بر مبنای منگنیت برای حافظه غیر فرار توسط محققان دانشگاه هوستون در ۲۰۰۱سال انجام شد. برخی از نمودارها مقاومت موزون و تنظیم پذیر بر اساس تعداد پالس ولتاژ اعمال شده مشابه اثرات موجود در دی‌اکسید تیتانیوم مواد ممریستور را نشان می‌دهند این نتایج در مقاله nature" کشف ممریستور از دست رفته "بیان شده‌است.

#### ممریستور دیودی تونل زنی مواج
در سال ۱۹۹۴، اف ای بویت و ای کی راجاگوپال در آزمایشگاه تحقیقات نیروی دریایی ایالات متحده نشان دادند که ویژگی ‌"جریان- ولتاژ" پاپیون مانند  (I-V) در دیود کوانتومی AIAs / OaAs / AIAs، شامل طراحی دوپینگ خاصی از لایه‌های جداکننده در توافق با نتایج تجربی انتشار یافته رخ می‌دهد. این ویژگی جریان- ولتاژ پاپیون مانند' (I-V) مشخصه یک ممریستور است اگر چه اصطلاح ممریستور در مقالات به صراحت مورد استفاده قرار نگرفته‌است. هیچ تعامل مغناطیسی در تجزیه و تحلیل ویژگی هایپاپیون مانند I-V وجود ندارد.

## برخی کاربردها
ممریستورهای حالت جامد ویلیامز می‌توانند در ابزارهایی به نام چفت‌های افقی، که می‌تواند ترانزیستورها را در رایانه‌های آینده جایگزین کند و فضای اندکی را به خود اختصاص دهد ترکیب شوند.

این ممریستورها همچنین می‌توانند در حافظه غیر فرار، حالت جامد قرار بگیرند این حالت حجم اطلاعات بیشتری را نسبت به هارد دیسک‌های با زمان دسترسی بالقوه و مشابه به DRAM، در هر دو جزء امکان‌پذیر می‌کند. HP نمونه آزمایشی یک حافظه‌ای با استفاده از دستگاه‌هایی که می‌تواند ۱۰۰ گیگابایت را در یک سانتیمتر مربع قرار دهد مدلسازی کرد و طرح سه بعدی با مقیاس‌پذیری بالایی را طراحی نمود (متشکل از ۱۰۰ لایه یا ۱ پتابیت در هر سانتی‌متر مکعب).

HP گزارش کرده‌است که نسخه ممریستور آن در حال حاضر حدود یک دهم سرعت DRAM خواهد بود. مقاومت دستگاه با جریان متناوب بازخوانی می‌شود به‌طوری‌که مقادیر ذخیره شده تحت تأثیر قرار نگیرند.

برخی از اختراع ثبت شده مربوط به ممریستورها به نظر می‌رسد که شامل برنامه‌های کاربردی در منطق برنامه‌ریزی، پردازش سیگنال، شبکه‌های عصبی و سیستم‌های کنترل باشد.

به تازگی، یک مدار الکترونیکی ساده متشکل از یک شبکه LC و ممریستور برای مدلسازی آزمایش‌ها در رفتار سازشی ارگانیسم‌های تک سلولی مورد استفاده قرار گرفته‌است. نتایج نشان داد که که مدار الکترونیکی در معرض یک رشته پالس دوره‌ای پالس بعدی را شناخته و پیش‌بینی می‌کند و این مشابه رفتار کپک لجن است که که گرانروی کانال‌ها در سیتوپلاسم به تغییرات دوره‌ای محیط پاسخ می‌دهد. چنین مداری ممکن است دارای برنامه‌های کاربردی نظیر تشخیص الگو باشد.
پروژه "DARPA’sSyNAPSE "در آزمایشگاه HP با آزمایشگاه عصب‌شناسی دانشگاه بوستون همکاری‌هایی را انجام داده و سرمایه‌گذاری‌هایی نیز برای توسعه ساختارهای عصبی که می‌تواند مبتنی بر سیستم‌های عصبی باشد صورت گرفت. در سال ۲۰۱۰، ماسیمیلیانو ورساچه و بن چندلر با همکاری یکدیگر مقاله‌ای را در خصوص توصیف مدل MoNETA (عامل کشف روندگی شبکه عصبی پیمانه‌ای) ارائه دادند. MoNETA اولین مدل شبکه عصبی در مقیاس بزرگ برای پیاده‌سازی مدارهای کل مغز برای تقویت عامل مجازی و روباتیک، سازگار با محاسبات سخت‌افزاری ممریستیو است. این نرم‌افزار استفاده شده برای پیاده‌سازی MoNETA,Ex Machina COG، استفاده شده‌است که بر روی صفحه کامپیوتر IEEE در فوریه ۲۰۱۱به‌طور برجسته نشان داده شده‌است و مقاله مشترکی با همکاری آزمایشگاه‌های HP و آزمایشگاه عصب‌شناسی دانشگاه بوستون است. استفاده از ساختار عرضی ممریستور در ساخت و ساز سیستم محاسبات آنالوگ توسط فرنود مریخ بیات و سعید باقری شوراکی ارائه شد. آن‌ها همچنین در سال ۲۰۱۱ نشان دادند که چگونه خطوط عرضی ممریستور می‌تواند با منطق فازی برای ایجاد سیستم محاسبات عصبی فازی ممریستیو آنالوگ با ورودی‌های فازی و پایانه‌های خروجی ترکیب شود. شناخت این سیستم بر اساس ایجاد رابطه‌های فازی با الهام از قاعده شناخت Hebbian است.
یکی از کاربردهای این پژوهش می‌تواند توسعهٔ نوع جدیدی از حافظهٔ کامپیوتری باشد که ابتدا به صورت مکمل و سپس به عنوان جایگزینی برای حافظهٔ با دستیابی تصادفی دینامیکی (DRAM) امروزی به کار رود. کامپیوترهایی که از DRAM های معمولی استفاده می‌کنند این کمبود را دارند که نمی‌توانند اطلاعات را در صورت قطعی برق نگه دارند. حال با جاری شدن جریان برق در این نوع کامپیوتر، نیاز به اجرای مرحلهٔ کند بوت شدن می‌باشد تا داده‌ها را از دیسک مغناطیسی ای که برای راه اندازی سیستم لازم است، بازیابی کند.
در مقابل، کامپیوتری که بر اساس حافظهٔ ممریستور کار می‌کند، می‌تواند در صورت قطعی برق، اطلاعات را حفظ کند و نیازی هم به بوت شدن ندارد. در نتیجه هم در مصرف برق و هم در زمان صرفه جویی می‌شود.
کاربرد متداول مذکور نقش مهمی را به عنوان «محاسبات انبوه» بازی می‌کند. محاسبات انبوه، زیر ساختی از فناوری اطلاعات را که متشکل از صدها هزار سرور و سیستم‌های ذخیره هستند، می‌طلبد. حافظه و سیستم‌های ذخیره‌ای که امروزه به عنوان زیرساخت‌های محاسبات انبوه از آن‌ها استفاده می‌شود، توان قابل ملاحظه‌ای برای ذخیره، بازیابی و حفظ اطلاعات میلیون‌ها کاربر وب در سرتاسر جهان نیاز دارد.
حافظه‌هایی که بر اساس ممریستور کار می‌کنند این توانایی را دارند که مصرف برق را کاهش دهند و در صورت بروز قطعی برق، قابلیت اطمینان بالا و همچنین حالت برگشت‌پذیری را برای یک مرکز داده فراهم کنند.
از دیگر کاربردهای فناوری ممریستور می‌توان به توسعهٔ سیستم‌های کامپیوتری اشاره کرد که نحوهٔ ارتباطشان با حوادث و وقایع، شبیه الگوهای مغز انسان است. نتیجهٔ این کاربرد می‌تواند منجر به پیشرفت فناوری تشخیص چهرهٔ امروزی شود. همچنین می‌تواند به دستگاه‌های امنیتی و محرمانه که مجموعه‌ای از ویژگی‌های بیومتریک یک فرد خاص را تشخیص می‌دهد، این توانایی را بدهد که به اطلاعات شخصی دست پیدا کنند یا یک وسیله را قادر سازد که یاد گیریش بر اساس تجربه باشد.
ویلیامز مدیر بخش اطلاعات آزمایشگاه‌های شرکت HP و آزمایشگاه سیستم‌های کوانتومی می‌باشد. وظیفهٔ این آزمایشگاه‌ها، تبدیل پیشرفت‌های بنیادی در زمینه‌های ریاضیات و علوم طبیعی (شامل فیزیک، شیمی، نجوم و…) به فناوری‌هایی که برای شرکت HP مفید هستند، می‌باشد. طی ۱۲ سال گذشته، ویلیامز و گروهش پژوهش‌های علمی اولیه خود را در زمینهٔ اطلاعات و محاسبات انجام داده‌اند به‌طوری‌که منجر به یک سری پیشرفت‌های اساسی در نانوالکترونیک و نانوفوتونیک شده‌است.
از دیگر کاربردهای آن می‌توان به موارد زیر اشاره کرد.
استفاده از این تکنولوژی از ذخیره‌سازی حافظه‌های فلش، بسیار ارزان‌تر و سریع تر خواهد بود.
این فناوری همانند مغز انسان که مجموعه وقایعی را جمع‌آوری و درک می‌کند، به رایانه‌ها اجازه می‌دهد با درک الگوهای گذشته از اطلاعاتی که جمع‌آوری کرده‌اند، تصمیم‌گیری کنند.
این تکنولوژی می‌تواند باعث انقلاب جدیدی در صنعت حافظه‌هایی نظیر Flash, RAM و حتی درایوهای حافظه باشد.
ساخت کامپیوترهایی که می‌توانند مانند لامپ روشن و خاموش شوند یکی دیگر از موارد استفاده از ممریستور می‌باشد.

## تاریخچه
در سال ۱۹۷۱، لئون چوا، با فرمول‌های ریاضی و فیزیکی، اساس این تکنولوژی را اثبات کرد؛ ولی ۳۷ سال طول کشید تا برای اولین تکنولوژی آن به‌طور عملی به ثبت رسید. آزمایشگاه شرکت HP، به سرپرستی استانلی ویلیامز، ادعا کرد که یک سوئیچ با این تکنولوژی ابداع کرده‌است.
در زیر به تفصیل مطالبی در مورد تاریخچه ممریستور گفته شده‌است.
1960:
برنارد ویدرو دستگاهی با سه ترمینال به نام "ممیسیتور memistor" را به عنوان یک جز جدید مدار اصلی توسعه داد که مبنای تشکیل مدار شبکه‌های عصبی به نام ADALINE (نورون تطبیقی خطی) است.
1967:
J.G. سیمونز و وردربر مقاله‌ای را در انجمن سلطنتی لندن تحت عنوان «هدایت جدید و پدیده‌های حافظه‌های قابل برگشت در لایه‌های عایق نازک» منتشر کردند. در این مقاله مباحثی در رابطه با اثرات سوئیچینگ مقاومت در لایه نازک (2-30 نانومتر) اکسید سیلیکون پس از تزریق یون‌های طلا ارائه شده‌است. به دام انداختن الکترون به عنوان توضیحی برای این پدیده پیشنهاد شده‌است.
1968:
F. Argall مقاله‌ای را در خصوص الکترونیک حالت جامد تحت عنوان «پدیده سوئیچینگ در لایه نازک اکسید تیتانیوم» منتشر کرد. با وجودی که این مقاله در مقالات ممریستور HP ذکر نشده‌است اما اطلاعات تجربی به‌طور قابل ملاحظه‌ای در هر دو مقاله مشابه است.
1969:
جی. درنالی ای ام استونهام و دی وی. مورگان، مدل میله‌ای برای سوئیچینگ را نشان می‌دهد. آن‌ها نشان دادند که یون‌های طلای تزریقی در یونهای اکسید سیلیکن وجود ندارد. مقاله 1970 جی. درنالی ای ام استونهام و دی وی. مورگان به بررسی و مقایسه مکانیسم‌های متعددی پرداخته است. این مقاله در سال 1974 به روسی ترجمه شده‌است.
1971:
لئون چاو، استاد در دانشگاه برکلی عناصر مدار با دو ترمینال جدید را از طریق رابطه بین پیوند بارالکتریکی و شار به عنوان عنصر چهارم مدار اساسی در مقاله‌ای با عنوان یک «ممریستور - عنصر مدار از دست رفته» در مذاکرات IEEE در نظریه مدار منتشر کرد.
1976:
لئون چاو و شاگردش سانگ مو کانگ مقاله‌ای با عنوان «دستگاه‌ها و سیستم‌های ممریستیو» را در مجموعه مقالات IEEE با گسترش نظریه سیستم‌های ممریستیو و ممریستورها از جمله عبور صفر در رفتار منحنی Lissajous در مقابل رفتار ولتاژ ارائه دادند.
1986:
رابرت جانسون و استنفورد اشینسکای با ساخت سیستم آرایه سوئیچینگ مقاومت تغییر ساختار داده، بر اساس مرحله تغییر مواد با 2 ترمینال ثبت اختراع 4597162 را در ایالات متحده دریافت کردند. در حالی که متمایز از رفتار ممریستور، برخی از عناصر اساسی بعدها توسط گروه استن ویلیامز مانند استفاده از ساختار خط عرضی و استفاده اساسی از سوئیچ مقاومت 2 - ترمینال استفاده شد و منجربه ثبت پروانه اختراع شد.
1990:
S.Thakoor, A. Moopenn, T. Daud, A.P. Thakoor مقاله‌ای تحت عنوان «ممریستور لایه نازک با حالت جامد برای شبکه‌های عصبی الکترونیکی» را در مجله فیزیک کاربردی منتشر کردند. این مقاله آموزش می‌دهد که اکسید تنگستن به‌طور الکتریکی دستگاه مقاومت متغیر با قابلیت برنامه‌ریزی مجدد است، اما مشخص نیست که آیا «ممیستور» ارائه شده همان ممریستور چاو است یا خیر.
به علاوه، منابع ذکر شدهٔ این مقاله، هیچ‌کدام از مقالات منتشر شدهٔ چاو را در مورد ممریستور شامل نمی‌شود، بنابراین به نظر می‌رسد که این، یک انطباق باشد.
1992:
(27 آگوست) Juri H.krieger و Nikolai F.Yudanof امتیازنامهٔ RU. Patent 2,071,126 را برای اولین توصیف در مورد کاربرد یک مادهٔ فوق العاده یونی با ترکیب یونی بالا برای ایجاد یک سلول حافظهٔ سوئیچ تعویض مقاومت، دریافت کردند.
1993:
(3 نوامبر) Ju H. Krieger، N.F.Yudanov، I. K. Igumenov و S. B. Vaschenko، مقاله‌ای را با عنوان «مطالعهٔ ساختارهای آزمایشی یک عنصر حافظهٔ مولکولی» {49} منتشر کردند. این مقاله، تولید یک سلول حافظهٔ سوئیچ مقاومت بر پایهٔ پلیمر کونژوگه را توصیف می‌کند.
Katsuhio Nichogi , Akira Taomoto , Shiro Asakawa و Kunio Yoshida از مؤسسهٔ تحقیقاتی Matsuhita، امتیازنامه U.S.Patent 5,223,750 را برای توصیف یک مدار عملکردی عصبی مصنوعی تشکیل شده از سوئیچ‌های دو پایانه‌ای مقاومت لایه نازک، که به نظر می‌رسد چند ویژگی شبیه به ممریستور داشته باشند، دریافت کردند. با این حال، هیچ اشارهٔ خاصی به ممریستور نشده‌است.
۱۹۹۴:
F.A.Buot و A.K.Rajagopal، مقاله‌ای را با عنوان "ذخیرهٔ مضاعف اطلاعات در تورش (bias) صفر در دیودهای کوانتومی، در "مجلهٔ فیزیک کاربردی" منتشر کردند. مقاله، وجود مشخصه‌های ولتاژ جریان یک ممریستور پاپین مانند را در دیودهای کوانتومی AlAs/GaAs/AlAs با طرح لایه‌های فاصله دار اثبات می‌کند. تجزیه و تحلیل‌ها، فعل و انفعال مغناطیسی را شامل نمی‌شود و نویسندگان، از مقالات منتشر شدهٔ چاو در مورد ممریستور اطلاعی نداشته‌اند. به نظر می‌رسد که تجزیه و تحلیل‌ها، ارتباط مستقیمی با ممریستور چاو ندارند.
1998:
(2 ژوئن) Michael Kozicki و William West، امتیازنامهٔ U.S.Patent 5,761,115 (واگذار شده به شرکت فناوری‌های Axon و اعضای هیئت مدیرهٔ شورای آریزونا) را برای توصیف سلول متالیزاسیون قابل برنامه‌ریزی (دستگاهی که شامل یک هادی یون بین دو یا چند الکترود است و مقاومت یا ظرفیت آن می‌تواند از طریق رشد و انحلال یک فلز "دندریت (dendrite)" برنامه‌ریزی شود)، دریافت کردند. این مورد، هیچ ارتباطی با ممریستور ندارد، اما عملکرد مشابهی دارد.
(3 ژوئن) Bagwat Swaroop، William West، Gregory Martinez، Michael Kozicki و Lex Akers، یک مقاله تحت عنوان «شبکهٔ عصبی قابل برنامه‌ریزی Hebbian قابل برنامه‌ریزی با استفاده از سلول متالیزاسیون قابل برنامه‌ریزی»، در مجموعه مقالات همایش بین‌المللی IEEE در مورد مدارها و سیستم‌ها {50} منتشر کردند، که نشان می‌داد که پیچیدگی یک سیناپس مصنوعی می‌تواند با استفاده از یک دستگاه مقاومت قابل برنامه‌ریزی یونی، کاهش یابد.
(۱۲ ژوئن) James R. Heath , Philip Kuekes , Gregory Snider و Stan Williams از آزمایشگاه‌های HP، مقاله‌ای در "Science" تحت عنوان "یک معماری کامپیوتر با تحمل عجیب: فرصت‌هایی برای نانو تکنولوژی" منتشر کردند. مقاله، به بحث در مورد این مسئله می‌پردازد که امکان یک عنصر بیتی قابل تنظیم دو پایانه‌ای ساخته شده به صورت شیمیایی، می‌تواند در یک پیکربندی کراس بار، اجرا، و برای محاسبات با تحمل عیب، فراهم شود هنوز هم هیچ ارتباطی با ممریستور شناسایی نشده بود.
(۱۳ نوامبر) Ju. H. Krieger , N. F. Yudanov , I. K. Igumanov و S. B. Vaschenko مقاله‌ای را با عنوان «سلول حافظهٔ آنالوگ مولکولی» در مجموعه مقالات ششمین کنفرانس دوراندیشی در مورد نانوتکنولوژی مولکولی، سانتاکلارا، کالیفرنیا، منتشر کردند.
2000:
(3 ژوئیه)
A.beck، J.G.Bednorz، ch.Gerber، c.Rossed و D.widmer از آزمایشگاه تحقیقاتی IBM زوریخ، اثرهای تجدیدپذیر سوئیچ مقاومت در لایه‌های نازک اکسید را در مقالهٔ «اثرهای تجدیدپذیر سوئیچ مقاومت در لایه‌های نازک اکسید، برای کاربردهای حافظه»، توصیف کردند، که در نشریات فیزیک کاربردی منتشرشد. اشاره شده‌است که سوئیچ‌ها، ویژگی‌های هیسترتیکی مشابه ممریستورها دارند اما هنوز هم به ارتباط با ممریستورها اشاره نشده بود.
(3 اکتبر) Philip kuekes، Stanley Williams و james Health، از آزمایشگاه‌های HP، امتیازنامهٔ 214 و 128 و u.s.patent 6 (که به Hewlett-packard واگذار شد) را برای توصیف یک کراس بار در ابعاد نانو با استفاده از یک ساختار مولکولی rotaxane به صورت یک سوئیچ مقاومت غیرخطی دوپایانه ای، دریافت کردند. ارتباط با نظریهٔ ممریستور هنوز شناخته نشده بود.
2001:
Liu shangging، Naijuan wu، xin chen، و Alex Ignatiev، محققان مرکز اپتیاکسی خلاء فضایی در دانشگاه هوستون، نتایجی را در یک کنفرانس حافظهٔ غیر فرار که در سان دیگو، کالیفرنیا، در 6-7 نوامبر برگزار شد، در مقاله‌ای با عنوان «مفهوم جدید برای حافظهٔ غیر فرار: پالس الکتریکی ناشی از اثر تغییر مقاومتی لایه‌های غول آسای نازک با مقاومت مغناطیسی»، ارائه دادند. به نظر می‌رسد که این اولین شناسایی اهمیت لایه‌های دوتایی اکسیدی برای رسیدن به یک نسبت مقاومت بالا به پایین باشد. اطلاعات، شامل منحنی‌های گذرنده از صفر Lissajous است که توسط چاو وکانگ مورد بحث قرار گرفت، اما هنوز به ارتباطی با ممریستورها اشاره نشده بود و توضیحی برای مکانیزم زمینه ارائه نشد.
(1 می)
Ju.H.krieger، S.V Trubin S.B. ، Vaschenko و N.F.Vaschenko، مقاله‌ای را تحت عنوان «سلول حافظهٔ آنالوگ مولکولی بر پایهٔ سوئیچینگ الکتریکی و حافظه در لایه‌های نازک مولکولی» منتشر کردند. مقاله تولید یک آرایهٔ 8 در 8 سوئیچینگ مقاومت دو پایانه‌ای را، بر پایهٔ اولیگومرهای قابل حل یک پلیمر کونژوگر و یک تجمع یونی (نمک سدیم) نشان می‌دهد. این اصل، امکان ایجاد سلول‌های حافظه، چند بیت بر هر سلول را فراهم می‌کند، و زمینه کار روی نورون مصنوعی برای شبکه‌های عصبی و کامپیوترهای عصبی را فراهم می‌کند.
(13 آگوست)
Ju.H.Krieger و N.F.Yudanov، در انتظار تأکید یک برنامه بین‌المللی PCT، PCT/RUO 1/00334 هستند، که سلول حافظهٔ دارای لایه‌های فعال و غیرفعال را که ممکن است چندین بیت اطلاعات ذخیره کنند را توصیف می‌کند. لایهٔ فعال ممکن است شامل پلیمرهای کونژوگر، ترکیب‌ها یا انواع مختلف اکسید که مقاومت‌های متغیری بر مبنای حرکت یون‌ها و الکترون‌ها بین لایهٔ فعال و لایهٔ غیرفعال دارد، باشد. لایهٔ غیر فعال ممکن است یک مادهٔ سوپر یونی باشد که تحرک یون و الکترون بالایی دارد.
2003:
A.Bandyopadhyay و A.t..pal از انجمن علمی هند، اثبات کردند که اثرات سوئیچینگ رسانایی و حافظه، به مقدار زیادی در مولکول‌های عالی برای کاربردهای ذخیره اطلاعات وجود دارد. آن‌ها مشخصه‌های ولتاژ جریان مشابه پیش‌بینی chua در مورد ممریستور را نشان دادند، و حافظهٔ دسترسی تصادفی را میلیون‌ها بار و حافظهٔ فقط خواندنی را برای ساعت‌ها نشان دادند. آن‌ها ویژگی ممریستور را با استفاده از گروه‌های تابعی کردند، A.bandyopadhyay و chen B 107 ،A.JPAS، آن‌ها ویژگی ممریستیو را از طریق ساختارهای ابر مولکولی خود مونتاژ میزان کردند.
2004:
N.F .yadanov،ju.N .kriger امتیاز نامه 157،768،(27ژوئیه)،526،806(19 اکتبر)،268،815،6(9 نوامبر)(در خصوص دستگاه‌های پیشرفته بسیار ریزی) را برای توصیف اینکه سلول‌های حافظه‌ای دارای لایه فعال و غیر فعال ممکن است بیت‌های اطلاعاتی چندگانه را ذخیره کنند، دریافت کردند. لایه فعال ممکن است شامل پلیمرها، ترکیبات یا انواع مختلف اکسید که مقاومت‌های متغیری بر مبنای حرکت یون‌ها و الکترون‌ها بین لایه فعال و غیر فعال دارد، باشد. لایه غیرفعال ممکن است یک ماده سوپر یونی باشد که تحرک یونی بالایی دارد.
(15-17نوامبر) مقاله‌ای در مجموعه مقالات IEEE «همایش فناوری حافظه غیر فرار» سال 2004، با عنوان «حافظه غیر فرار بر پایه پدیده‌های سوئیچینگ و ابقا در لایه‌های نازک پلیمری» منتشر کردند. این کار عملی، فرایند تغلیظ پویای پلیمر و مواد دی الکتریک مانند را به منظور بهبود مشخصه‌های سوئیچینگ و ابقای مورد نیاز برای فلق سلول‌های کاربردی حافظه، توصیف می‌کند.
2005:
(22مارس) Darrell Rinerson, Christophe Chevallier, Steven Longcor, Wayne Kinney, Edmond Ward, و استیو کئورن امتیاز6،870،755 ثبت اختراع V.S در خصوص «نمیه هادی منسجم»، که شامل اعطای ثبت اختراع مواد سوئیچینگ مقاومت دو ترمینالی برگشت پذیر بر مبنای اکسیدهای فلزی بودرا دریافت کردند. N.F.Yadanof و ju.Hriger و امتیاز خاصه 830،720 ثبت اختراع (4ژانویه) 6،855،977 (15 فوریه) 6 ،858،481 (22 فوریه) 6،864،522 (8 مارس) 6،873،540 (29 مارس) در خصوص «دستگاه‌های پیشرفته بسیار ریزی» را برای توصیف تولید سلول‌های حافظه سوئیچینگ مقاومت دارای لایه‌های فعال و غیر فعال، دریافت کردند. به‌کارگیری خود مونتاژها باعث تولید سلول‌های حافظه پلیمری در مکان‌های دقیق نقاط تماس آرایه‌های ترانزیستور می‌شود. مکانیزم القای تغییر رسانایی پلیمر با تغییر غلظت دوپینگ آن، رویکرد امید بخشی را برای ساخت دستگاه‌های حافظه‌ای مختلف، فراهم می‌کند.
(1 نوامبر)Zhida Lan, Colin Bill, and Michael A. VanBuskirk receive امتیاز نامه 960،783، ثبت اختراع u.s در خصوص «دستگاه‌های پیشرفته بسیار ریزی» برای تشخیص یک سلول حافظه سوئیچینگ مقاومت، تشکیل شده از یک لایه ماده آبی و یک لایه اکسیدها یا سلول‌های فلزی، دریافت کردند. مشخصه i-v شبیه ممریستور است. (اما در توضیحات، ممریستور اصلاً ذکر نشده‌است)
2006:
(14 فوریه) Stanford ovshinsky امتیازنامه 6،999،593 ثبت اختراع U.S را برای توصیف یک سیستم عصبی سیناپسی بر اساس ماده تغییر فازی که به عنوان سوئیچ مقاومت دو ترمینالی مورد استفاده قرار می‌گرفت، دریافت کرد. مقاله اصلی leonchun در مورد ممریستور، توسط اداره ثبت اختراع آمریکا، به عنوان یک مربع مربوط به روش قبلی مورد استفاده قرار گرفته‌است. اما هیچ اشاره خاصی به ارتباط با نظریه ممریستور نشده‌است. Ju. H. Krieger و N.F. Yudanov امتیاز نامه 6،992،323 ثبت اختراع u.s در 31 ژانویه و 7،113،420 در 26 سپتامبر در خصوص «دستگاهای پیشرفته بسیار ریزی» را برای توصیف تولید سلول‌های حافظه سوئیچینگ مقاومت دو ترمینالی دریافت کردند.
(11 سپتامبر) Shangquig Liu, Naijuan Wu, Alex Ignatiev وJianren Li publish مقاله‌ای را تحت عنوان((اثر تغییر ظرفیت خازنی ناشی از پالس الکتریکی در لایه‌های نازک اکسید perovskite،منتشر کردند که به نظر می‌رسد اثرات مشابه آن چه که مربوط به یک memcampacitor است را افشا می‌کند.
2007:
(2 ژانویه) Juri H. Krieger و Stuart M. Spitzer receiveامتیاز نامه 157،382 ثبت اختراع (در خصوص SPANSION را برای توفیق تولید یک دیود با قابلیت سوئیچ با حافظه که دارای لایه‌های فعال و غیر فعال با خواص نیمه هادی متقارن است) دریافت کردند. لایه فعال ممکن است شامل پلیمرهای ترکیبات یا انواع مختلف اکسید که مقاومت‌های متغیری بر مبنای حرکت یون‌ها و الکترون‌ها در بین لایه‌های فعال و غیر فعال دارند، باشد. لایه غیر فعال ممکن است یک ماده سوپر یونی باشد که تحرک یونی بالایی دارد.
(27 فوریه) Vladimir Bulovic, Aaron Mandell, و Andrew Perlmanرا دریافت کردند که شامل ادی‌های اساسی برای روش‌های برنامه‌ریزی سوئیچ‌های مقاومت یونی 2 ترمینالی برای فعالیت به عنوان یک فیوز یا ضد فیوز بود.
(10 آوریل) Gregory Snider از آزمایشگاه‌های HP امستیاز نامه 203،789،7 و ثبت اختراع را برای توصیف پیاده سازی‌های سوئیچ‌های مقاومت دو ترمینالی مشابه ممرویستورها در محاسبات ببا قابلیت پیکر بندی مجدد، دریافت کردند.
(10 آگوست)Gregory Snider از آزمایشگاه‌های HP مقاله «محاسبات فود سازمان یافته با نانو ابزارهای ممریستور را در ((مجله فناوری نانو و علم نانو»منتشر کرد. این مقاله نانو ابزارهای ممریستور وفید برای بازشتافت الگو و ساختارهای مدار با قابلیت پیکر بندی مجدد را مورد بحث قرار می‌دهد.
27 نوامبر بلیس موتت دانشجوی کارشناسی ارشد در دانشگاه جورج جیسون امتیاز نامه 7،302،513 ثبت اختراع U.S را برای توصیف کاربردهای ماور سوئیچینگ مقاومت 2 ترمینالی در پردازش سیگنال، سیستم‌های کنترلی، ارتباط‌ها و بازشناخت الگو دریافت کرد.
2008:
(15 آوریل) Greg Snider از آزمایشگاه hp امتیاز نامه 7،359،88 ثبت اختراع us را برای ادعای اساسی در مورد یک آرایه خط عرضی سوئیچ مقاومت دو ترمینالی در مقیاس نانو که به شکل یک شبکه عصبی بوده دریافت کرد.
(1 می)Dmitri Strukov, Gregory Snider, Duncan Stewart, and Stan Williamsاز آزمایشگاه hp مقاله‌ای را در مورد طبیعت (یافتن ممریستور از دست رفته)منتشر کردند که پیوندی را بین رفتار سوئیچینگ مقاومت دو ترمینالی مشاهده شده در سیستم‌هایی در مقیاس نانو و ممویستور لئون چای شناسایی می‌کنند.
(1-5 ژوئن) دانشجوی کارشناسی ارشد در دانشگاه جورج مقاله‌ای را تحت عنوان «ساختارهای محاسباتی غیر منطقی با آرایه‌های خط عرضی در مقیاس نانو» را ارئه داد؛ که ساختارهای محاسباتی آنالوگ را با استفاده از مواد سوئیچینگ مقاومت دو ترمینالی مشابه ممریستور در کنفرانس و نمایشگاه تجارتی فناوری نانو nsti 2008 در بوستون توصیف کرد.
(7 ژوئیه) Victor Erokhin و M.P. Fontana ادعا کردند که قبل از ممریستور تیتانیوم دی‌اکسید گروه استان ویلیام در مقاله‌ای ممریستور پلیمری ساختند که 2 سال پیش‌ساخته شده‌اند.
(15 ژوئیه) J. Joshua Yang, Matthew D. Pickett, Xuema Li, Douglas A. A. Ohlberg, Duncan R. Stewart R. Stanley Williams مقاله‌ای در مجله نیچر نانو تکنولوژی چاپ کردند که رفتار ممریستور سوئیچینگ و مکانیزم متال نانو دیوایس آن را در نانو ابزار نشان می‌دهند و اثبات می‌کنند.
(26 آگوست) Stefanovich Genrikh, Choong-rae Cho, In-kyeong Yoo, Eun-hong Lee, Sung-il Cho, Chang-wook Moon اختراع خود را که به سامسونگ واگذار شده‌است که شامل ادعای ثبت اختراع اولیه‌ای از بیلایر اکسید برای 2 ترمینال و سوئیچ مقاومت و دارای ویژگی‌های ممریستور هست دریافت کردند. اگرچه ارتباطی به تئوری لئون چای در توضیحات این اختراع دیده نشد.
(14 – 16 سپتامبر) چند دانشجوی فارغ‌التحصیل از دانشگاه جورج ماسان پوستری ارئه دادند که در مجله نیچر نانو سال 2008 که کنفرانس نانو تکنولوژی در بوستون است.
(23 سپتامبر) Yu V. Pershin و M. Di Ventra از دانشگاه سن دیگو کالیفرنیا مقاله‌ای منتشر کردند که در آن رفتار ممریستور "spintronic" (یعنی حالت اسپین الکترونیک دارد) ذکر شده‌است.
(22-اکتبر)Yu V. Pershin, S. La Fontaine, M. Di Ventra مقاله‌ای را که رفتارهای ممریستور در حوزه amoeba را مشخص می‌کند.
(توانایی amoeba مربوط به حافظه است)
(۲۸ اکتبر) Duncan Stewart, Patricia Beck, and Doug Ohlberg که در دانشگاه HP تحقیق می‌کردند، ثبت اختراع ای را که شامل ادعای استفاده از مقاومت‌های سوئیچی ۲ ترمیناله قابل تنظیم در ابعاد نانو بود، دریافت کردند.
(۲۱ نوامبر)Leon Chua, Stan Williams, Greg Snider, Rainer Waser, Wolfgang Porod, Massimiliano Di Ventraو Blaise Mouttet speak در سمپوزیوم سیستم‌های ممریستور و ممریستیو که در دانشگاه برکلی کالیفرنیا برگزار شد سخنرانی کردند. بحث‌هایی که شامل تئوری‌های مبانی سیستم‌های ممریستور و ممریستیو و دورنمایی از ویژگی‌های ممریستور برای RRAM و معماری و ساختار الکتریکی NEUROMORPHIC آن‌ها بودرا آقایان Leon Chua و Sung Mo Kang مطرح کردند.
2009:
(21ژانویه)Sung Hyun Jo, Kuk-Hwan Kimو Wei Lu از دانشگاه میشیگان مقاله‌ای در nano letter که جزییات مواد ممریستیو پایه سیلیکون با ویژگی‌های آمورفی که قابلیت یکسان شدن با ابزارهای cmos را دارد، بود.
(23 ژانویه) Massimiliano Di Ventra, Yuriy V. Pershin, Leon O. Chua مقاله‌ای را تحت عنوان "عناصر مدار با فاصله:ممریستورها، درمجله‌ای منتشر کردند که شامل مفاهیمی از سیستم‌های ممریستیو در مواد خازن و القایی که به نام خازن و اینداکتیو شناخته می‌شوند و ویژگی آن‌ها به وضعیت و گذشته سیستم بستگی دارد، می‌شد.
(10 فوریه) گروه تحقیقاتی آزمایشگاه HP مقاله‌ای تحت عنوان"ممریستور پیوندی، جریان منطقی، ترانزیستور با قابلیت برنامه‌ریزی مستقل در مجموعه مقالات آکادمی ملی علوم به چاپ رساند.
(1 می) مقاله‌ای در nano letter تحت عنوان :مجموعه نانو ذرات به عنوان ممریستور منتشر کرد؛ که مواد با ویژگی‌های ممریستور بر پایه اجزای نانوی مغناطیسی که به تازگی شناخته شده‌اند را تشریح می‌کند. این مواد مدل‌های ممریستوری جدیدی ارائه می‌دهند که شامل هر دو "مقاومت وابسته به زمان و ظرفیت وابسته به زمان است.
(19 می)Yuriy Pershin و Massimiliano Di Ventra مقاله‌ای را تحت عنوان ارائه آزمایش حافظه اشتراکی را چاپ کردند که در آن امیلیتور ممریستور از خود خاصیت‌های neural synaps نشان می‌دهد.
(2 ژوئن)A.Delgado مقاله‌ای تحت عنوان "خطی شدن ورودی خروجی سیستم‌های ممریستیو در مجموعه مقالات IEEE منتشر کرد. این عمل مشخص کرد که خطی‌سازی معکوس می‌تواند بر مموریستورهایی که دستگاه‌های خطی را ایجاد می‌کنند اعمال گردند.
(3 ژوئن) دانشمندان در NIST مقاله‌ای را در خصوص ممریستور انعطاف پذیر منتشر کردند. ممریستور NIST نظیر آزمایشگاه‌های HP بر مبنای TIO2 است اما در دمای اتاق دچار ته نشست می‌شود. اما به عنوان یک سنسور زیستی بالقوه یا در شناسایی فرکانس‌های رادیویی مورد استفاده قرار می‌گیرد.
(13 ژوئیه) در دومین کنفرانس بین‌المللی اختراعات مهندسی و تکنولوژی Blais mouttet از دانشگاه جرج مایسون نانو ابزارهای ممریستور مفید برای بازشناخت الگو و ساختارهای مدار با قابلیت پیکر بندی مجدد ا مورد بحث قرار می‌دهد و همچنین به تشریح سیستم‌های آنالوگ و سیستم‌های کنترلی روباتیک پرداخت.
(4 آگوست) تشخیص فیزیکی آرایه قابل تغییر به صورت الکتریکی سینابس‌های عصبی توسط محققانی در مؤسسه علوم و تکنولوژی گوانجو انجام شد نتیجه فعالیت آن‌ها در مقاله نانو تکنولوژی به چاپ رسید.
(17 سپتامبر) رفتار ممریستیو اتصالات تونل مغناطیسی توسط محققانی از دانشگاه بیلفیلد آلمان تشریح شد. ترکیب سوئیچینگ مقاومتی و مقاومتی مغناطیسی منجر به قرار گرفتن ممریستور در مرتبه دوم شد. دو متغیر در لایه القایی (موفقیت خالی اکسیژن) و الکترودهای مغناطیسی و شناسایی نسبی جهات مغناطیسی می‌باشند.
2010:
(17 فوریه) مروری در مورد ممریستور و روساهای مدل‌سازی آن برای انتشار در مجموعه مقالات ROYAL society مورد پذیرش قرار گرفت.
دومین همایش در رابطه با سیستم ممریستور در تاریخ سه شنبه 2 فوریه 2010 در دانشگاه برکلی برگزار شد.
(8 آوریل) آرایه ممریستور برای ایجاد توابع منطقی نشان داده شده‌است.
(20آوریل) حافظه نشان پذیر با محتوای ممریستور "nist "معرفی شد؛ و در مذاکرات IEEE در مقیاس بسیار بزرگی پذیرفته شد.
(1 ژوئن) در همایش بینالمللی در مورد مدارها و سیستم دو جلسه ویژه‌ای در مورد دستگاه ممریستور و ساخت و ساز برگزار شد. یکی از ارائه‌ها تحت عنوان «دانستنی‌هایی در مورد ممریستور» توست بلیس میوت بود. او استدلال کرد که تفسیر ممریستور به عنوان عامل چهارم نادرست بود؛ و دستگاه‌های کشف شده توسط آزمایشگاه HP در واقع ممریستور نبود بلکه بخشی از یک درجه گسترده‌تر از سیستم‌های ممریستور بوده‌است.
(31 اوت)HP اعلام کرد آن‌ها با HYNIT تیمی را برای تولید یک محصول تجاری با عنوان RRAM تشکیل دادند.
(15 اکتبر) 2010 در کنفرانس در مورد ابزارها و مواد نانو تکنولوژی مقاله‌ای را در مورد «ممریستور به عنوان کنترل‌کننده ارائه داد» این کار باعث شد ممریستور به عنوان ابزاری با قابلیت برنامه‌ریزی برای سیستم حلقه بسته و مشتق تابع توصیف تقریبی برای حلقه پسماند شناخته شود.
(7 دسامبر) Ju-Hee So و Hyung-Jun Koo از دانشگاه ایالتی کالیفرنیای شمالی یک فرم هیدروژن ممریستور رو که برای ساخت یک واسطه بین مغز و کامپیوتر استفاده می‌شود را معرفی کردند.
2013
در 27 فوریه توماس و همکاران، نشان داد که ممریستور می‌توان برای تقلید یک سیناپس آسانتر از تکنولوژی CMOSهای سنتی و به عنوان پایه و اساس برای ساخت مدارهای فیزیکی قادر به یادگیری استفاده می‌شود. روش بهره‌گیری از ممریستور به عنوان مؤلفه‌های کلیدی در طرح برای مغز مصنوعی. [94]
در تاریخ ۲۳ آوریل والوو، و همکاران، استدلال کرد که تئوری memristive فعلی باید به یک نظریه جدید گسترش به درستی عناصر سوئیچینگ مقاومتی مبتنی بر اکسیداسیون و کاهش (ReRAM) توصیف می‌کنند. دلیل اصلی وجود نانوباتری‌هایی در سوئیچ مقاومتی مبتنی بر اکسیداسیون و کاهش آن را نقض شرط نظریه ممریستور برای پسماند باریکش است. [۵]
۲۰۱۴
در ۱۰ فوریه، نوجنت و مولتر شکل جدیدی از محاسبات لقب «AHaH رایانه»، که با استفاده از جفت دیفرانسیل ممریستورها به عنوان رسانه ذخیره‌سازی برای وزن‌های سیناپسی معرفی شده‌اند. معماری پیشنهاد فراهم می‌کند یک راه حل به «تنگنا فون نویمان» با ادغام پردازنده و حافظه، و سخت‌افزار آینده را بر اساس تکنولوژی ممکن است مصرف برق از برنامه‌های کاربردی یادگیری ماشین را کاهش دهد. [۹۵]
در تاریخ ۱۰ نوامبر، بسسانوو و همکاران. نوع جدیدی از ممریستور انعطاف‌پذیر شامل ناهمگن MoOx / MoS2 راه حل پردازش انباشته با الکترود نقره‌ای چاپ شده در فویل پلاستیکی نشان داده است. [۴۷]
۲۰۱۵
در مارس ۲۱، بیوگرافی الهام فناوری از بویزی، آیداهو معرفی اولین ممریستور گسسته تجاری در دسترس. ممریستور با الهام زیستی است در سیلیکون ساخته و بر اساس نقره chalcogenide رسانا طراحی پل پشته. دستگاه آنالوگ است و در پاک کردن و برنامه‌های مختلف ایالات با استفاده از ولتاژ DC یا پالس گسسته برنامه‌ریزی. ممریستور را تشکیل بلوک ساختمان ایده‌آل برای محققان علاقه‌مند در طراحی و نمونه‌سازی مدارهای neuromorphic و معماری حافظه پیشرفته.